# 竹林 (臺中市)
竹林，是臺灣臺中市沙鹿區的一個傳統地域名稱，位於該區中部偏東。相較於今日行政區，其範圍大致包括鹿寮里東南端、居仁里東半部、洛泉里東北部、竹林里、犁分里不含西北端及東北部邊界地帶。

## 歷史
台灣清治末期，竹林地區為一街庄，稱為「竹林庄」，隸屬於大肚中堡。該庄北與西勢藔庄為鄰，東北與公館庄為鄰，東與十三藔庄、上橫山庄為鄰，南邊為北勢坑庄，西邊為沙轆庄、鹿藔庄。
1901年（日明治三十四年）11月，全台廢縣廳改設二十廳，該庄隸屬於臺中廳。1903年（明治三十六年）6月，該庄編入「沙轆區」，仍隸屬於臺中廳。1909年（明治四十二年）10月，全台二十廳合併為十二廳，沙轆區隸屬不變。1920年（大正九年），全台地方制度大改正，該庄改制並改名為「竹林」大字，隸屬於臺中州大甲郡沙鹿庄，大字下有「竹林」、「犁分」小字名。1938年，沙鹿庄升格為沙鹿街。
戰後沙鹿街改制為沙鹿鎮，隸屬於臺中縣，大字亦改制為里。1950年10月，中、彰、投分治，沙鹿鎮隸屬不變。2010年12月，隨著臺中縣、市合併為直轄臺中市，沙鹿鎮改制為沙鹿區。

## 聚落
本地區發展較早的聚落為紅毛井，在日治期初期的官方地圖上已有記載。

## 交通
國道3號又稱「福爾摩沙高速公路」，是貫穿台灣西部的兩條縱向高速公路之一，大致以西北—東南走向轉北北東—南南西走向蜿蜒經過本地區中部偏東地帶。境內未設交流道，北側最近的是省道台10線交會處的沙鹿交流道，南側最近的是市道136號交會處的龍井交流道。由此等可快速前往台灣西部各地。
省道台12線（台灣大道七段），是梧棲港至台鐵台中車站的平面幹道，大致以西北西—東南東走向轉西北—東南走向經過本地區西南部。由該道路向西北西可前往沙鹿北部、大庄北部、梧棲港並止於省道台17線路口，向東南可前往龍井東端、西屯、台中市區並止於台鐵台中車站前。
區道中67線（中山路）是西勢寮至沙鹿的道路，其南側端點位於本地區西南部省道台12線路口。由此向東北蜿蜒而行，出境後可前往西勢寮地區東南部省道台10線路口。

## 學校
- 沙鹿高工
- 竹林國小